# ديكسي كارتر (مصارعة)
ديكسي كارتر ساليناس (بالإنجليزية: Dixie Carter)  (من مواليد 6 أكتوبر 1964)،  والمعروفة باسم «ديكسي كارتر» ، هي سيدة أعمال أمريكية ومروجة ترفيهية سابقة. كارتر هي رئيس مجلس الادارة،  الرئيسة والرئيس التنفيذي للاستراتيجية والمالكة السابقة لاتحاد امباكت ريسلينج، وتشغل حاليا مالكة أقلية حيث لديها 5٪ من جملة الأسهم الاتحاد. 

## حياتها سابقة
ولدت ديكسي كارتر في دالاس ، تكساس  لأبوين وهم روبرت دبليو وجانيس كارتر. تخرجت من كارتر من مدرسة هوكاداي في عام 1982 ثم التحقت بجامعة ميسيسيبي، وتخرجت عام 1986 بدرجة البكالوريوس في إدارة الأعمال. عندما كانت طالبة، كانت كارتر نشطة في مجلس برمجة الطلاب، وكانت عضوًا في أخوة كابا كاما غاما ‏ للسيدات. بالإضافة إلى ذلك، عملت كارتر كمتدربة لدى شركة ليفينسون اند هيل، وهي شركة تسويق وإعلان في ضاحية لاس كوليناس في دالاس ، تكساس. بعد التخرج، أصبحت ديكسي كارتر موظفة متفرغًة في شركة ليفنسون اند هيل، وحصلت على ترقية لمنصب نائب الرئيس في سن الـ32 عامًا. في عام 1993، بدأت عملها الخاص في ناشفيل، تينسي مع التركيز في المقام الأول على تمثيل الرياضة والموسيقى.   

## مهنتها في مجال البيزنس وإدارة الأعمال

### اتحاد توتال نون ستوب أكشن ريسلينج (منذ 2002 حتي 2017)
في عام 2002، اتصل رئيس مونتيري بينيسولا تالينت (وكالة حجوزات) بديكسي كارتر وأبلغها بأن شركة توتال نون ستوب اكشن ريسلينج، وهي اتحاد مصارعة المحترفين، تحتاج إلى منفذ تسويق ودعائي. بدأ كارتر العمل مع TNA ، لكن بعد شهرين من ذلك، أبلغها جيف جاريت (مالك نسبة من اتحادTNA) أن أحد الداعمين الماليين الرئيسيين (هيلث ساوز كوربريشين، والذي كان يواجه مشاكل مالية بسبب التحقيق في مخالفات محاسبية) نتيجة دعمهم لشركة TNA ، وأن الشركة كانت في حالة يرثى لها نتيجة لذلك.  كارتر، فكرت جيدا "[لنظر] إمكانات تواجد في السوق الأمريكي الشركة الوحيدة للمصارعة دبليو دبليو اي مع قيمة سوقية تصل لحوالي مليار دولار وليس لها أي منافس في الساحة "، اتصلت والديها، وأصحاب شركة الباندا الطاقة الدولية ‏، ومقرها دالاس. في أكتوبر 2002، اشترت شركة الباندا للطاقة نسبة 71٪ من إدارة شركة TNA من شركة هيلث ساوز كورب مقابل 250,000 دولار. في 31 أكتوبر 2002، تم تغيير اسم شركة TNA (الذي تم تداوله في الأصل باسم "جي ان جي انترتيمينت الي " تي ان ايه للرياضة والترفيه ".    تم تعيين ديكسي كارتر رئيسًا لشركة التي ان ايه في ربيع عام 2003.  في ديسمبر 2007، مثلت ديكسي كارتر طوعًا أمام كونغرس الولايات المتحدة لإجراء مقابلات معها بخصوص اتحاد المصارعة المحترفة التي تملكه في أعقاب قضية القتل المزدوج والانتحار كريس بينوا.  ظلت كارتر رئيساً للTNA حتى 12 أغسطس 2016، عندما أعلن أنها عينت رئيس جديد للاتحاد وهو بيلي كورغان ‏. بعد ذلك بفترة وجيزة، تم الإعلان عن أن كورغان سيقاضي الشركة وكارتر، حيث كان يكذب بشأن موعد استرداده لامواله. في 30 نوفمبر، ذُكر أن كورغان قد حسم قضيته ضد TNA ، حيث دفعت شركة انثيم للرياضة والترفيه القروض التي قدمها كورغان إلى ديكسي كارتر في هذه العملية. في أواخر نوفمبر 2016، تم الإبلاغ عن أنه بمجرد تسوية الدعوى القضائية لكورغان، ستخضع TNA لفترة إعادة هيكلة ستشهد تغييرًا في الملكية، حيث حصل شركة انثيم على 85٪ وشركة اروليكس علي نسبة 10٪ وديكسي كارتر 5٪، مما يجعل كارتر مالكة الأقلية وجعلها لا تملك سلطة صنع القرار في TNA للمضي قدمًا.

### شركة انثيم للرياضة والترفيه (2017 إلى الوقت الحاضر)
في 4 يناير 2017، اعلنت شركة انثيم علي الاستحواذ علي اتحاد التي ان ايه بشراء حصة 85٪ من إدارة الشركة من ديكسي كارتر المستقالة كرئيسة بعد أربعة عشر عامًا من توليها المسؤولية. تولى إد نوردهولم من شركة لرئاسة الاتحاد. وانضمت كارتر إلى المجلس الاستشاري لـشركة فايت ميديا جروب التابعة لشركة انثيم، التي تتعامل مع الرياضات القتالية حيث ستركز على النمو العالمي للعلامات التجارية في هذا القسم، بينما تظل أيضًا أحد المساهمين الأقلية في الشركة.

## مهنة مصارعة المحترفين

### توتال نون ستوب اكشن ريسلينج

#### الظهورات المتفرقة (2009-2012)

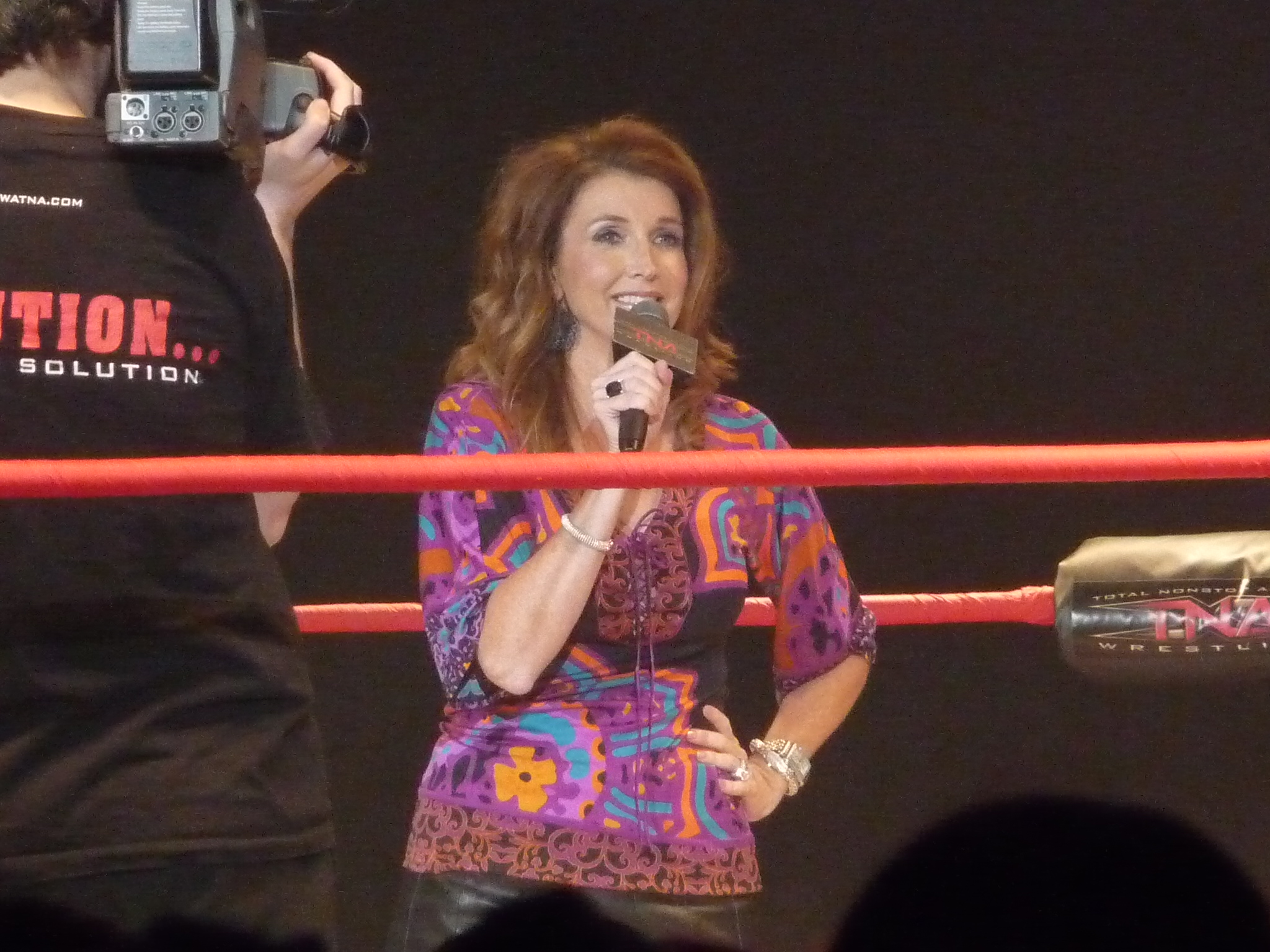
كارتر تتحدث إلى الجمهور في احدي عروض التي ان ايه في عام 2010

بعد ظهورها مرات متفرقة في عروض الدفع مقابل المشاهدة قدمت ديكسي كارتر أول ظهور لها في عروض الامباكت وبالاخص في حلقة 27 أغسطس 2009 حيث اجرت محاورة مع نجم رياضة MMA بوبي لاشلي الذي وقع منذ فتره مع الاتحاد. 
في أوائل عام 2010، بعد ظهور لأول مرة لهولك هوجان وإريك بيشوف، أصبح كارتر شخصية تظهر بشكل منتظم في غروض الامباكت! ، قبل أن تفقد قوتها على الشاشة أمام الاثنين، في حلقة 14 أكتوبر 2010 من الامباكت!.  ومع ذلك، ظهرت كارتر مرة أخرى في حلقة 25 نوفمبر 2010 من تي ان ايه ري اكشن ‏ عندما أبلغت هوجان وبيشوف، في القصة، بأن قاضيا أصدر أمرًا قضائيًا ضد الاثنين نيابة عن كارتر بسبب عدم وجود توقيع اتفاقية سلطات كل منهم.
في حلقة 3 مارس 2011 الامباكت! ، تم الكشف عن نتيجة معركة القضائية بين كارتر وهوغان، مع إعلان هوجان نفسه كرئيس جديد لاتحاد TNA. عادت كارتر إلى TNA في 16 أكتوبر في باوند فور جلوري 2011، عندما هزم ستينج هوجان لإعادتها إلى السلطة. ظهر كارتر في حلقة 8 ديسمبر من الامباكت، إلى جانب ستينج لمواجهة بطل التي ان ايه العالم للوزن الثقيل بوبي رود. حيث انتهى المقابلة ببصق رود في وجه كارتر.
في صيف عام 2012، كان كارتر أيضًا نقطة محورية في قصة اتهمها بها كازاريان وكريستوفر دانييلز بعلاقة شركة التي ان ايه مع الدعامة الأساسية للشركة اي جي ستايلز. قدم الثنائي لقطات مثيرة لكارتر وستايلز وهم يدخلا فندقًا معًا، بالإضافة إلى صور احتضانها. ظهر زوج كارتر الواقعي، سيرج ساليناس، على في أحد العروض ، حيث كان وقعا علي إلى الأرض بعد ان ضربه ستايلز. تم الكشف في النهاية عن أن كارتر وستايلز كانا يساعدان فقط صديقًا مشتركًا، وهو كلير لينش، على معالجة قضايا إدمان المخدرات.

#### ديكسي لاند (2013-2014)
ظهرت كارتر في الجزء الأخير عرض الامباكت حلقة 19 سبتمبر 2013 لرد علي أي جي ستايلز بسبب الملاحظات التي أدلى بها حول الطريقة التي كانت تدير بها الشركة. أجابت ديكسي كارتر بقوله إن ستايلز لم يكن مصارع عظيم وادعت أنها هي التي صنعت شخصية ستايلز وجعلتها يساعدها في التسويق للشركة. وأضافت بأن «ستايلز» سيظل تعيش في فقر إذا لم يدفع والدها له، وكانت هي التي أنشأت منزله. عندما اوشك علي المغادرة ستايلز سيتجيب، قررت إنهاء العرض بقطع الميكروفونات وإطفاء الأنوار، وبالتالي تحولت إلى مكروهة في هذه العملية. في الحلقة التالية من الامباكت، عرضت كارترعلي أي جي ستايلز عقدا جديد بدلا من الذي منحه هوجان لستايلز، ثم أعطى هوجان مهلة للانضمام إليها بحلول الأسبوع المقبل. رفض هوجان عرضها واستقال من الاتحاد، توسل إليه كارتر في البداية لإعادة النظر، لكنه ادعى بعد ذلك أن هوجان لم يستطع ان يستقيل لأنها قد طردته، على الرغم من أن هوجان قد غادر الكاميرا من قبل ان تقول هذه النقطة. في عرض باوند فور جلوري 2013، تدخل ديكسي الشريرة في الحدث الرئيسي وأمرت الحكم ايرل هيبنر بعدم حساب تثبيت ستايلز لبولي راي. ومع ذلك، فإن ستايلز هزم بولي راي في نهاية المطاف ليصبح بطل التي ان ايه العالم للوزن الثقيل. حاولت ديكسي في الأسبوع الذي يليه إقناع ستايلز بالتوقيع على عقد جديد مع TNA ، لكن ستايلز رفضت، وتركت الشركة وهو يحمل اللقب. في 29 أكتوبر 2013، أعلنت كارتر ان اللقب أصبح شاغر. ومع ذلك، أعلن ستايلز بانه سيدافع عن اللقب في اتحاد تربل ايه. عندما أعلن دوريان رولدان، مالك AAA ، أن جوداس ميسياس سينافس أي جي ستايلز علي لقب التي ان ايه عالم للوزن الثقيل، قالت كارتر إنها تحدثت مع رولدان في محاولة لإلغاء المباراة. وفي الوقت نفسه، أعلنت ديكسي عن دوري تتويج بطل TNA جديد، حيث رفضت الاعتراف بفترة حمل ستايلز للقب. فاز ماغنوس في نهاية المطاف بالبطولة والبطولة في عرض فاينال ريزيلوشن 2013 بفوزه على جيف هاردي في مباراة ديكسي لاند للفوز باللقب الشاغر، بمساعدة روك ستار سبود وابن أخو ديكسي في السيناريو إيثان كارتر الثالث. وشكلوا «فريق ديكسي» في هذه العملية ونتيجة هذا الغباء الذي فعلته ديكسي تسببت في تدمير الشركة.
في 9 يناير 2014، هزم ماغنوس أي جي ستايلز بعد عودته إلى TNA ، موحدا الألقاب. غادرستايلز TNA بعد المباراة. في 30 يناير 2014، ظهر وجه جديد وهو ام في بي في TNA كمستثمر ودخلت في نزاع مع كارتر في عرضلوك دون 2014، خسر فريق ديكيس كارتر المكون من بوبي رود وأوستن اريس وفريق البرومينز (جيسي جوديرز و روبي اي ‏) أمام فريق ام في بي المكون من نفسه، فريق الذئاب، وويلو في مباراة ليثل لوك دون فتاكة بعد تدخل من الحكم الخاص، بولي راي، الذي كان في البداية يهدف إلى أن يكون «الفوز» لفريق ديكسي. نتيجة هزيمة فريقها، سيطرت ام في بي على TNA بصفته مدير عمليات المصارعة (قصة). بعد أحداث لوك دون بدء عداء ديكسي كارتر مع بولي راي، الذي وعد بأنه سيضعها على طاولة وسيحطمها بها. في 27 يونيو من تسجيلات الامباكت التي بثت في 7 أغسطس، وبالفعل بولي راي نفذ تهديده لكارتر.

#### ظهورات مختلفة اخري (2015 حتى الآن)
في 26 يونيو 2015 تسجيلات الامباكت التي تم بثها 8 يوليو حلقة من الامباكت، قدمت كارتر أول ظهور لها متلفز بعد غياب دام عامًا تقريبًا. بعد أن أنهى ابن أخيها، إيثان كارتر الثالث، مباراته مع كورت أنجل، اعترفت كارتر بأنها كانت في غبية عندما جعلت غرورها يسيطر على أفضل ما لديها، وأن الشركة لا تنتمي لها أو لأبن أخيها، ولكن للجماهير واعتذرت عن تصرفاتها على مدار العام ونصف العام قائلة إنها لن ترتكب نفس الأخطاء مرة أخرى ولكن هذا لم الاعتذار لم يعيد الاتحاد لما كان عليه، وبهذا تحولت ديكسي إلى محبوبة مرة أخرى.
في الخامس من يناير 2016 على الهواء مباشرة حلقة الامباكت افتتح ديكسي العرض متعارضة مع إيثان كارتر الثالث وانتهى به الأمر فجأة عندما هاجم إريك يونغ مات هاردي، الذي كان يواجه كارتر.
في 10 يوليو 2017، ظهر كارتر في مقابلة مع كيرت انجل: حلقة العودة للوطن لسلسلة دبليو دبليو اي 24 و التي تم بثها علي شبكة دبليو دبليو اي تحدثت فيها عن علاقة انجل بشركة التي ان ايه التي كانت منافسة للدبليو دبليو أي سابقاً.

## الحياة الشخصية
كارتر متزوجة من سيرج ساليناس، المنتج الموسيقي السابق لشركة TNA ولديها طفلان.

## الجوائز والإنجازات
- اتحاد ويمنز سوبر ستارس ان سين سوريد
  - قاعة مشاهير WSU (فئة 2012)

## روابط خارجية
- ديكسي كارتر على موقع IMDb (الإنجليزية)
- ديكسي كارتر على موقع قاعدة بيانات الفيلم (الإنجليزية)
- ديكسي كارتر على موقع CageMatch worker (الإنجليزية)
- ديكسي كارتر على موقع عالم المصارعة على الإنترنت (الإنجليزية)
- ديكسي كارتر على موقع عالم المصارعة على الإنترنت (الإنجليزية)

- ImpactWrestling.com (الموقع الرسمي ل TNA Impact Wrestling)
- PandaEnergy.com (الموقع الرسمي لشركة Panda Energy International، Inc. نسخة محفوظة 21 فبراير 2019 على موقع واي باك مشين.
- TNADixieعلى تويتر.